# ادالبرت کورپونای
ادالبرت کورپونای (انگلیسی: Adalbert Korponai; ۱۸ فوریهٔ ۱۹۶۶ – ۲۳ آوریل ۲۰۱۷) بازیکن فوتبال اهل اتحاد جماهیر شوروی سوسیالیستی بود.
از باشگاه‌هایی که در آن بازی کرده‌است می‌توان به باشگاه فوتبال اوورلا اوژهورود، باشگاه فوتبال متالورگ زاپروژیا، و باشگاه فوتبال متالیست خارکوف اشاره کرد.